# 로렌 런던

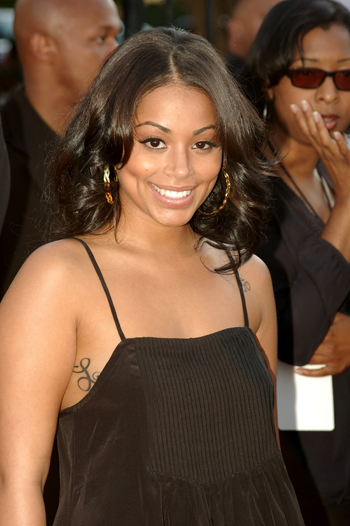

로런 런던(Lauren London, 1984년 12월 5일 ~ )는 미국의 배우, 모델이다.
로스앤젤레스에서 태어났다.

## 출연 작품
- 더 퍼펙트 매치 (2016년)
- 웨딩 플라이트 (2013년) - 쉐리 무어 역
- 마디아스 빅 해피 패밀리 (2011년)
- 아이 러브 유, 베스 쿠퍼 (2009년)
- 넥스트 데이 에어 (2009년) - 아이비 역
- 디스 크리스마스 (2007, This Christmas)
- 에이 티 엘 (2006년) - 뉴-뉴 역

### 텔레비전
- 90210 (2008-09)